# Västra Vrams socken
Västra Vrams socken i Skåne ingick i Gärds härad, ingår sedan 1974 i Kristianstads kommun och motsvarar från 2016 Västra Vrams distrikt.
Socknens areal är 55,66 kvadratkilometer varav 55,33 land. År 2000 fanns här 3 696 invånare. Huvuddelen av tätorten Tollarp med kyrkbyn Västra Vram och sockenkyrkan Västra Vrams kyrka ligger i socknen.

## Administrativ historik
Socknen har medeltida ursprung. 
Vid kommunreformen 1862 övergick socknens ansvar för de kyrkliga frågorna till Västra Vrams församling och för de borgerliga frågorna bildades Västra Vrams landskommun. Landskommunen uppgick 1952 i Tollarps landskommun som 1974 uppgick i Kristianstads kommun. Församlingen uppgick 2006 i Västra och Östra Vrams församling som 2022 uppgick 2022 i Tollarps församling.
1 januari 2016 inrättades distriktet Västra Vram, med samma omfattning som församlingen hade 1999/2000.  
Socknen har tillhört län, fögderier, tingslag och domsagor enligt vad som beskrivs i artikeln Gärds härad. De indelta soldaterna tillhörde Norra skånska infanteriregementet, Gärds kompani och Skånska dragonregementet, Livskvadron, Majorns kompani.

## Geografi
Västra Vrams socken ligger sydväst om Kristianstad kring Vramsån och med Linderödsåsen i söder. Socknen är odlad slättbygd med kuperad skogsbygd i söder där höjder på Linderödsåsen når 191 meter över havet.

## Fornlämningar
Boplatser från stenåldern är funna. Från bronsåldernn finns gravhögar, gravrösen, skärvstenshögar och skålgropsförekomster. Från järnåldern finns ett gravfält och stensättningar.

## Namnet
Namnet skrevs 1135 Wraum occidentali(västra) och kommer från kyrkbyn. Namnet innehåller vrå/vra, 'krok, hörn' syftande på någon terrängformation..